# Kovačevac (Mladenovac)
Kovačevac (em cirílico:Ковачевац) é uma vila da Sérvia localizada no município de Mladenovac, pertencente ao distrito de Belgrado, nas regiões de Šumadija e Kosmaj. Possuía uma população de 4349 habitantes segundo o censo de 2002.

## Demografia
| 1948  | 1953  | 1961  | 1971  | 1981  | 1991  | 2002  |
| ----- | ----- | ----- | ----- | ----- | ----- | ----- |
| 4 379 | 4 637 | 5 039 | 4 518 | 4 506 | 4 693 | 4 349 |